# Битва під Гострим Каменем
Битва під Гострим Каменем 1596 року — битва повстанської козацько-селянської армії на чолі з Матвієм Шаулою супроти війська Станіслава Жолкевського біля урочища Гострий Камінь поблизу Білої Церкви.
Після поразки передового загону Кирика Ружинського до Білої Церкви ввійшло військо польного коронного гетьмана Станіслава Жолкевського.
За спогадами, в каральному війську на той час було 3220 гусарів, 1338 вояків панцирних коругв, 800 найманців-піхотинців, 1244 вибранців — всього 6602 вояка, близько 6000 озброєних слуг, а також 24 гармати. Козаки, що відступали (майже 7000 озброєних чоловіків і 20 гармат), були наздогнані за милю від Білої Церкви поблизу урочища Гострий Камінь.
Козаки рухалися табором у п'ять рядів возів. Жолкевський вагався, чи починати атаку, з огляду на табір і досить сильну артилерію козаків. Побоюючись, що повстанці під покровом ночі можуть вислизнути від нього (до того ж глибокий сніг сковував шляхи сполучення), польний гетьман перейшов у наступ.
Користуючись перевагою у швидкості, коронне військо оточило козацький табір, вдарило з усіх боків, намагаючись розірвати вози. Проте козаки-повстанці зустріли атакуючих щільним вогнем. Козацька піхота стріляла лежачи під возами, потужно діяла артилерія повстанців: «Козаки добре боронилися гарматами». Врешті-решт Жолкевський був змушений відступити. Згодом він, побожний, говорив: «Не судив Бог». Обидві сторони зазнали тяжких втрат. З козацького боку були втрати з боку старшини: загинув полковник Сасько Федорович, Матвію Шаулі відірвало руку ядром («видко, що не ховалися за чужі спини» за словами Михайла Грушевського). Опісля його поранення козацьке військо очолив Северин Наливайко.
Коронне військо припинило переслідування і відступило до Білої Церкви, тож козаки змогли без перешкод переправитись через Дніпро поблизу Трипілля.